# HD 34435
HD 34435，又名CD-35 2199，SAO 195694、HR 1730，是一颗恒星，视星等为6.66，位于銀經238.46，銀緯-33.84，其B1900.0坐标为赤經5h 12m 11.5s，赤緯-35° -33.84′ 19″。